# Hochei pe iarbă la Jocurile Olimpice de vară din 2024
Probele sportive de hochei pe iarbă la Jocurile Olimpice de vară din 2024 s-au desfășurat în perioada 27 iulie–9 august 2024 pe Stade Yves-du-Manoir din Colombe, lângă Paris. Douăsprezece echipe au concurat în cele două probe, respectiv cel masculin și cel feminin.

## Medaliați
| Probă            | Aur | Argint | Bronz |
| Masculin Detalii | Olanda · Thierry Brinkman · Jip Janssen · Lars Balk · Jonas de Geus · Thijs van Dam · Seve van Ass · Jorrit Croon · Justen Blok · Derck de Vilder · Floris Wortelboer · Tjep Hoedemakers · Koen Bijen · Joep de Mol · Pirmin Blaak · Tijmen Reyenga · Duco Telgenkamp · Floris Middendorp | Germania · Mats Grambusch · Mathias Müller · Lukas Windfeder · Niklas Wellen · Johannes Große · Thies Prinz · Paul-Philipp Kaufmann · Teo Hinrichs · Tom Grambusch · Gonzalo Peillat · Christopher Rühr · Justus Weigand · Marco Miltkau · Martin Zwicker · Hannes Müller · Malte Hellwig · Moritz Ludwig · Jean Danneberg | India · Harmanpreet Singh · Jarmanpreet Singh · Abhishek Nain · Manpreet Singh · Hardik Singh · Gurjant Singh · Sanjay Rana · Mandeep Singh · Lalit Upadhyay · P. R. Sreejesh · Sumit Walmiki · Shamsher Singh · Raj Kumar Pal · Amit Rohidas · Vivek Prasad · Sukhjeet Singh                                    |
| Feminin Detalii  | Olanda · Xan de Waard · Anne Veenendaal · Luna Fokke · Freeke Moes · Lisa Post · Yibbi Jansen · Renée van Laarhoven · Felice Albers · Maria Verschoor · Sanne Koolen · Frédérique Matla · Joosje Burg · Marleen Jochems · Pien Sanders · Marijn Veen · Laura Nunnink · Pien Dicke         | China · Ou Zixia · Ye Jiao · Gu Bingfeng · Yang Liu · Zhang Ying · Chen Yi · Ma Ning · Li Hong · Dan Wen · Zou Meirong · He Jiangxin · Fan Yunxia · Chen Yang · Xu Wenyu · Zhong Jiaqi · Tan Jinzhuang · Yu Anhui | Argentina · Rocío Sánchez Moccia · Sofía Toccalino · Agustina Gorzelany · Valentina Raposo · Agostina Alonso · Agustina Albertario · María José Granatto · Cristina Cosentino · Victoria Sauze · Sofía Cairó · Eugenia Trinchinetti · Lara Casas · Juana Castellaro · Pilar Campoy · Julieta Jankunas · Zoe Díaz |

## Clasament pe medalii
| Loc   | Țară      | Aur | Argint | Bronz | Total |
| ----- | --------- | --- | ------ | ----- | ----- |
| 1     | Olanda    | 2   | –      | –     | 2     |
| 2     | China     | –   | 1      | –     | 1     |
| 2     | Germania  | –   | 1      | –     | 1     |
| 4     | Argentina | –   | –      | 1     | 1     |
| 4     | India     | –   | –      | 1     | 1     |
| Total | Total     | 2   | 2      | 2     | 6     |